# توب أوف ذا بوبس
توب أوف ذا بوبس (بالإنجليزية: (TOTP) Top of the Pops)‏ هو برنامج تلفزيوني بريطاني يعرض الترتيب الموسيقي الأسبوعي، أعدته بي بي سي وبثته أسبوعياً في الأصل بين 1 يناير 1964 و30 يوليو 2006.
كان توب أوف ذا بوبس أطول برنامج موسيقي أسبوعي في العالم. بالنسبة لمعظم تاريخه، كان يبث مساء الخميس على بي بي سي الأولى. يتألف كل عرض أسبوعي من عروض من بعض التسجيلات الموسيقية الأكثر مبيعًا في ذلك الأسبوع، وعادةً ما يتم استبعاد أي أغنية تكون تحت الترتيب الموسيقي، بما في ذلك ملخص الترتيب الفردي لذلك الأسبوع. كان الترتيب في الأصل أفضل 20 أغنية، على الرغم من أن هذا تنوع طوال تاريخ العرض.
صرحت شركة الجداول الرسمية أن «الأداء في العرض كان يعتبر شرفًا، وقد جذب كل لاعب رئيسي تقريبًا».
كانت فرقة رولينج ستونز أول فرقة تقدم أداء على البرنامج مع أغنية «آي وانا بي يور مان» (I Wanna Be Your Man). سنو باترول هو آخر عمل يتم عرضه مباشرة في العرض الأسبوعي عندما أدوا أغنيتهم «تشيسنغ كارز» (Chasing Cars). بالإضافة إلى العرض الأسبوعي، كان هناك إصدار خاص من البرنامج في يوم عيد الميلاد (وعادة، حتى عام 1984، الإصدار الثاني بعد أيام قليلة من عيد الميلاد)، يضم بعضًا من أفضل الأغاني الفردية مبيعًا في العام الأغاني التي حققت المركز الأول في فترة عيد الميلاد. على الرغم من إلغاء العرض الأسبوعي في عام 2006، استمر عرض الكريسماس الخاص. كما تم بث إصدارات نهاية العام على بي بي سي الأولى في ليلة رأس السنة الجديدة أو بالقرب منها، وإن كانت تعرض إلى حد كبير نفس الأعمال والمسارات التي تظهر في يوم عيد الميلاد. كما بقيت تحت اسم توب أوف ذا بوبس 2، والتي بدأت في عام 1994 وتتميز بالعروض القديمة من أرشيف توب أوف ذا بوبس.
شهد البرنامج عروضاً مؤثرة على مدار تاريخه. غالبًا ما يُنظر إلى ظهور مارك بولان عضو فرقة تي. ريكس في مارس 1971 وهو يرتدي بريقًا وساتانًا أثناء أدائه أغنية «هوت لوف» (Hot Love) على أنها بداية موسيقى الجلام روك. في التسعينيات، تم بيع تنسيق البرنامج للعديد من الشبكات الأجنبية في شكل حزمة امتياز، وفي وقت ما تم عرض إصدارات مختلفة من البرنامج في أكثر من 120 دولة. بدأت إصدارات البرنامج من عام 1976 فصاعدًا في العرض المتكرر على قناة بي بي سي الرابعة في عام 2011 ويتم بثها في معظم أمسيات الجمعة - اعتبارًا من أكتوبر 2020، وصل العرض المكرر إلى سنة 1990.

## أفريقيا، آسيا والشرق الأوسط
تم عرض نسخة معدلة من برنامج المملكة المتحدة على بي بي سي برايم، في عطلة نهاية الأسبوع بعد الإرسال في المملكة المتحدة.
بالإضافة إلى ذلك، في فبراير 2003، تم عرض نسخة مرخصة على قناة إم بي سي 1 التلفزيونية التي تتخذ من الإمارات العربية المتحدة مقراً لها. يتألف هذا الإصدار من أجزاء من إصدار المملكة المتحدة، بما في ذلك ترتيب أفضل 10 أغاني، بالإضافة إلى العروض الحية لمغني البوب العربي.